# فونیکس (اورگن)
فونیکس (به انگلیسی: Phoenix) شهری در شهرستان جکسون ایالت اورگن است و در سرشماری سال ۲۰۱۱ میلادی، ۴٬۵۳۸ نفر جمعیت داشته که نسبت به سال ۲۰۱۰، ۰٫۲۶ درصد رشد جمعیت داشته‌است.

## موقعیت جغرافیایی
موقعیت جغرافیایی شهرها و مناطق اطراف به شرح زیر است: